# Epson Tour
L'Epson Tour est un circuit professionnel américain de golf féminin formant depuis 1999 la deuxième division du LPGA Tour.
Créé en 1981 en Floride sous le nom de Tampa Bay Mini Tour, il prend le nom de Futures Golf Tour. En 1999, il devient le LPGA Futures Tour, un circuit national permettant aux golfeuses les mieux classées d'accéder au LPGA Tour. Le circuit change de nom de fonction de ses sponsors : Duramed Golf Tour de 2006 à 2010, Symetra Tour de 2012 à 2021 et Epson Tour depuis 2022.
Le circuit a notamment vu les débuts professionnels de Sherri Steinhauer, Cristie Kerr, Karrie Webb, Grace Park, Lorena Ochoa, Stacy Prammanasudh ou encore Seon Hwa Lee.

## Distinctions

Logo de 2006 à 2010.

Logo de 2012 à 2021.

Outre les victoires sur le circuit, plusieurs distinctions sont remises chaque année depuis 1984.
- Le prix de la golfeuse de l'année récompense la golfeuse ayant gagné le plus de gain.
- Le prix de débutante de l'année, décerné depuis 2000, récompense la golfeuse terminant en haut du classement des gains lors de sa première année de participation au circuit.
- Le trophée « Trainor », attribué depuis 1999, est remis à une personne ou plusieurs personnes pour leur contribution significative au golf féminin.
- Le trophée « Heather Wilbur Spirit » récompense, depuis 2003, la golfeuse la plus exemplaire sur le plan de l'esprit, du courage, de la persévérance et de l'amour du jeu. Ce prix porte le nom de Heather Wilbur, une golfeuse morte d'une leucémie en 2000 à l'âge de 27 ans.

| Année | Golfeuse de l'année  | Débutante de l'année | Trophée « Trainor »                     | Trophée « Heather Wilbur Spirit » |
| ----- | -------------------- | -------------------- | --------------------------------------- | --------------------------------- |
| 1984  | Penny Hammel         |                      |                                         |                                   |
| 1985  | Tammie Green         |                      |                                         |                                   |
| 1986  | Tammie Green         |                      |                                         |                                   |
| 1987  | Laurel Kean          |                      |                                         |                                   |
| 1988  | Jenny Lidback        |                      |                                         |                                   |
| 1989  | Jennifer MacCurrach  |                      |                                         |                                   |
| 1990  | Denise Baldwin       |                      |                                         |                                   |
| 1991  | Kim Williams         |                      |                                         |                                   |
| 1992  | Jodi Figley          |                      |                                         |                                   |
| 1993  | Nanci Bowen          |                      |                                         |                                   |
| 1994  | Marilyn Lovander     |                      |                                         |                                   |
| 1995  | Patty Ehrhart        |                      |                                         |                                   |
| 1996  | Vickie Moran         |                      |                                         |                                   |
| 1997  | Marilyn Lovander     |                      |                                         |                                   |
| 1998  | Michelle Bell        |                      |                                         |                                   |
| 1999  | Grace Park           |                      | Lew Williams                            |                                   |
| 2000  | Heather Zakhar       | Jamie Hullett        | Betty Puskar                            |                                   |
| 2001  | Beth Bauer           | Beth Bauer           | Diane Lewis                             |                                   |
| 2002  | Lorena Ochoa         | Lorena Ochoa         | Bob Hirschman et Connie Shorb           |                                   |
| 2003  | Stacy Prammanasudh   | Soo Young Moon       | Wilma Gilliland                         | Heather Wilbur                    |
| 2004  | Jimin Kang           | Aram Cho             | Decatur Women's Committees              | Lindsey Wright                    |
| 2005  | Seon Hwa Lee         | Sun Young Yoo        | Karrie Webb                             | Salimah Mussani                   |
| 2006  | Song-Hee Kim         | Song-Hee Kim         | Sherrin Smyers                          | Katie Connelly                    |
| 2007  | Emily Bastel         | Violeta Retamoza     | Cynthia Rihm                            | Jenny Hansen                      |
| 2008  | Vicky Hurst          | Vicky Hurst          | Jocelyne Bourassa                       | Katie Fraley                      |
| 2009  | Mina Harigae         | Mina Harigae         | Renee Powell                            |                                   |
| 2010  | Cindy LaCrosse       | Jennifer Song        | Executive Women's Golf Association (en) | Mo Martin                         |
| 2011  | Kathleen Ekey        | Sydnee Michaels      |                                         | Izzy Beisiegel                    |
| 2012  | Esther Choe          | Mi Hyang Lee         | Zayra Calderon                          | Nicole Jeray                      |
| 2013  | P.K. Kongkraphan     | Giulia Molinaro      | Kyung Ahn Moon                          | Melissa Eaton                     |
| 2014  | Marissa Steen        | Min Lee              | Mike Vadala                             | Min Seo Kwak                      |
| 2015  | Annie Park           | Annie Park           | Walt Lincer                             | Casey Grice                       |
| 2016  | Madelene Sagström    | Madelene Sagström    | John Ritenour et Valli Ritenour         | John et Valli Ritenour            |
| 2017  | Benyapa Niphatsophon | Hannah Green         | Tribus de la nation Potawatomi          | Laura Wearn                       |
| 2018  | Ruixin Liu           | Linnea Ström         | Jim et Denise Medford                   | Portland Rosen                    |
| 2019  | Perrine Delacour     | Patty Tavatanakit    |                                         |                                   |
| 2020  | Ana Belac            | Ana Belac            |                                         |                                   |
| 2021  | Lilia Vu             | Amanda Doherty       |                                         | Nannette Hill                     |
| 2022  | Linnea Ström         | Yin Xiaowen          |                                         |                                   |
| 2023  | Gabriela Ruffels     | Natasha Andrea Oon   |                                         | Hannah Arnold                     |
| 2024  | Lauren Stephenson    | Zhang Yahui          |                                         |                                   |